# 福田彦助
福田 彦助（ふくだ ひこすけ、1875年（明治8年）11月5日 - 1959年（昭和34年）7月30日）は、日本陸軍の軍人。最終階級は中将。

## 経歴
山口県出身。福田善助の長男として生れる。成城学校、陸軍幼年学校を経て、1896年（明治29年）5月、陸軍士官学校（7期）を卒業。翌年1月、歩兵少尉に任官し、歩兵第1連隊付となる。1902年（明治35年）11月、陸軍大学校（16期）を卒業し歩兵第18連隊付となった。
1903年（明治36年）12月、韓国駐剳軍副官に就任し、留守近衛師団参謀、留守第3師団参謀、後備第2師団参謀、参謀本部付、陸軍省人事局課員、参謀本部々員、ウラジオストク駐在などを経て、1907年（明治40年）頃は参謀本部々員兼軍事参議官副官（軍事参議官陸軍大将男爵乃木希典附属）を務めている。
1908年（明治41年）12月、歩兵少佐に昇進。
1910年（明治43年）6月、オデッサ駐在となり、ロシア大使館付武官補佐官、歩兵第37連隊大隊長を歴任し、1913年（大正2年）2月、歩兵中佐に進級し歩兵第18連隊付となった。1914年（大正3年）8月、若松連隊区司令官に発令され、1915年（大正4年）10月から第一次世界大戦で観戦武官としてロシア軍に従軍した。1916年（大正5年）8月、歩兵大佐に昇進。1917年（大正6年）1月、歩兵第60連隊長に就任。シベリア出兵時には参謀本部付（オムスク機関）、浦塩派遣軍司令部付として出動し、ニコリスクで情報収集活動に当たった。

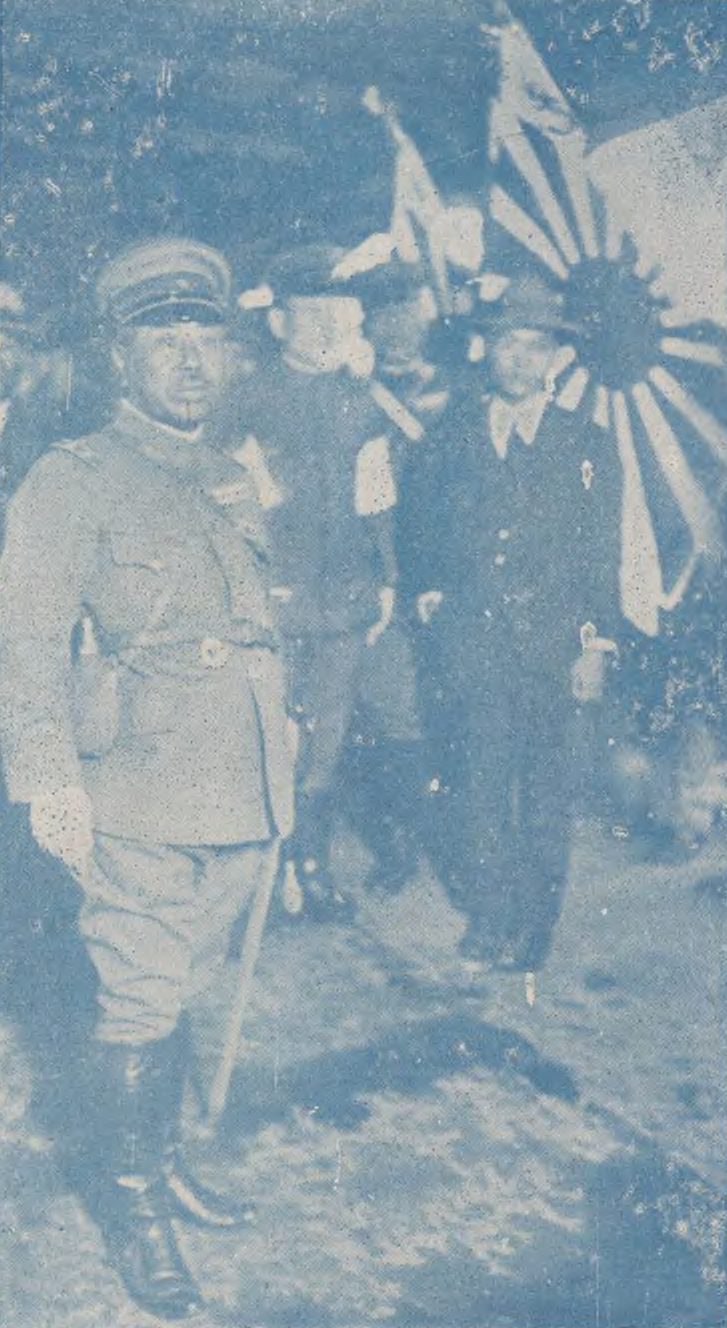
福田彦助

1920年（大正9年）8月、陸軍少将に進級し歩兵第6旅団長に着任。第15師団司令部付を経て、1925年（大正14年）5月、陸軍中将に進み下関要塞司令官に着任。1926年（大正15年）3月、第6師団長に親補され、1928年（昭和3年）4月から9月まで第二次山東出兵に出動した。1929年（昭和4年）8月、予備役に編入。
1947年（昭和22年）11月28日、公職追放仮指定を受けた。

## 栄典
位階
- 1925年（大正14年）6月1日 - 従四位
- 1929年（昭和4年）9月30日 - 従三位[2]

勲章等
- 1922年（大正11年）11月1日 - 旭日重光章[3]
- 1929年（昭和4年）8月1日 - 勲一等瑞宝章[4]

## 親族
- 長男 福田蓼汀（俳人）
- 次男 田中幸雄
- 三男 福田寛雄  (工学博士, 火薬学会賞-論文賞)
- 娘(次女静枝)婿 岡本貞雄（陸軍中佐）